# Молекулярная биология клетки (журнал)
Молекулярная Биология Клетки (англ. Molecular Biology of the Cell) — рецензируемый научный журнал, публикующий статьи и обзоры в области молекулярной и клеточной биологии, генетики и биологии развития. Основные направления исследований, представленные в журнале, включают в себя:
- Мембранный транспорт и сортировка белков
- Взаимодействие клеток и их миграция
- Функционирование клеточного ядра
- Клеточный цикл, деление и рост клеток
- Клеточная сигнализация
- Цитоскелет и моторные функции молекул

Выпускается с 1989 года Американским Обществом Клеточной Биологии (American Society for Cell Biology). В год выпускается 24 номера. В настоящее время существует только online версия журнала. В течение двух месяцев с момента публикации, статьи доступны только подписчикам журнала. После двух месяцев доступ к статьям становится свободным. Импакт-фактор журнала за 2014 год — 4.54.